# Madame l'archiduc
Madame l'archiduc è un'opéra bouffe, o operetta in tre atti, di Jacques Offenbach, su un libretto francese di Albert Millaud, eseguita per la prima volta al Théâtre des Bouffes-Parisiens (Salle Choiseul) a Parigi nel 1874.
Dopo una partenza lenta, Madame l'Archiduc ebbe un avvio con una serie di 100 spettacoli. Fu rappresentata a Vienna nel 1875 e a Londra nel 1876. I punti salienti della partitura comprendono il quartetto in inglese, la contessa e la giovane coppia nell'atto 1, un sestetto dell'"alfabeto" per Marietta, Giletti e i cospiratori nell'atto 2 e una polka per l'arrivo dei dragoni.

## Ruoli
| Ruolo                                                                     | Registro vocale | Cast della prima 31 ottobre 1874 |
| ------------------------------------------------------------------------- | --------------- | -------------------------------- |
| Marietta                                                                  | mezzosoprano    | Anna Judic                       |
| Fortunato, capitano dei dragoni dell'arciduca                             | soprano         | Laurence Grivot                  |
| La Contessa                                                               | soprano         | Perret                           |
| Giacometta                                                                | soprano         | Godin                            |
| L'arciduca Ernest                                                         | tenore          | Daubray                          |
| Giletti                                                                   | tenore          | Habay                            |
| Il Conte                                                                  | baritono        | Lucien Fugère                    |
| Locandiere                                                                | tenore          | Homerville                       |
| Riccardo                                                                  | baritono        | Desmonts                         |
| Beppino                                                                   |                 | Maxnère                          |
| Scoevola, un cospiratore                                                  | tenore          | Pierre Grivot                    |
| Coclès, un cospiratore                                                    | baritono        | Scipion                          |
| Thémistocle, un cospiratore                                               | tenore          | Jean-Paul                        |
| Lycurgue, un cospiratore                                                  | basso           | Guyot                            |
| Piano-dolce, un ministro                                                  | tenore          | Courcelles                       |
| Andantino, un ministro                                                    | tenore          | Durand                           |
| Tutti-frutti, un ministro                                                 | basso           | Maxnère                          |
| Chi-lo-sa, un ministro                                                    | basso           | Rivet                            |
| Coro: camerieri, cameriere, dragoni, servi, signore e signori della corte |                 |                                  |

## Trama
Luogo: il ducato di Parma
Periodo: attorno al 1820

### Atto 1
Scena: una locanda
Quattro cospiratori si incontrano per discutere del complotto per eliminare l'arciduca Ernesto. Giletti e Marietta, servitori di una locanda, si sposano. Il conte di Castelardo, che è in una cospirazione contro l'arciduca, arriva alla locanda con la sua giovane moglie, cercando di stare nascosti. Quando l'osteria è circondata dai dragoni dell'arciduca, guidati dal piccolo capitano Fortunato, Giletti e Marietta vengono persuasi dal conte ad accettare 10.000 scudi per spacciarsi come conte e contessa di Castelardo. Arrestata da Fortunato, la giovane coppia viene mandata a palazzo Castelardo.

### Atto 2
Scena: il palazzo di Castelardo
Giletti e Marietta incontrano i cospiratori, che spiegano a Giletti che deve assassinare l'arciduca, ma cercano di scappare al suo arrivo. L'arciduca Ernesto, che si presenta come il più originale di tutti gli arciduchi, dopo aver condannato a morte i congiurati, è sopraffatto dalla bellezza di Marietta. Abdica a suo favore, ma lei nomina i cospiratori suoi ministri, permettendo così ai suoi ministri di diventare a loro volta congiurati.

### Atto 3
Scena: Il giardino ducale
Fortunato deve eseguire gli ordini del nuovo sovrano, che vuole impedire a Ernest di entrare nella sua stanza in incognito quella notte. L'arciduca viene catturato e si salva la pelle solo rivelando la sua identità a Fortunato, che gli permette di scappare, solo per poi rivolgere le sue attenzioni alla presunta contessa. Appare Giletti, inviato sulla sua strada per diventare ambasciatore a Napoli, con una lettera sigillata che dimostra le sue credenziali, che dice "aggrapparsi a questo idiota il più a lungo possibile". L'arciduca, che ora ha deciso di cospirare contro Marietta, ha incontrato alla locanda un'altra bella ragazza, che si rivela essere la vera contessa. Si riprende la corona, dà 10.000 scudi a Giletti e Marietta (che li usano per acquistare la locanda) e spedisce il conte a Napoli con la stessa lettera sigillata.

## Galleria d'immagini

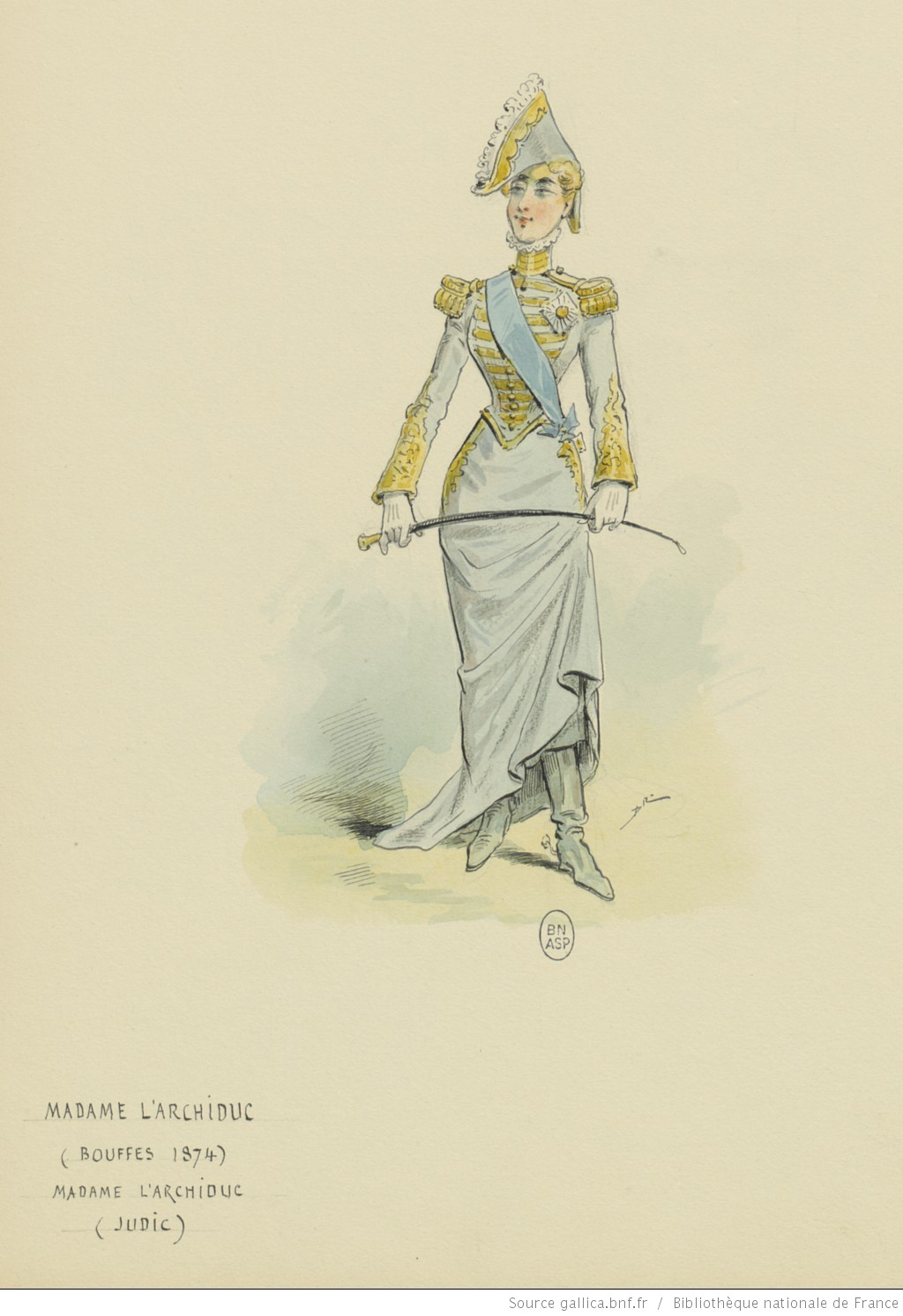
Costume di Anna Judic nel ruolo di Madame l'Archiduc
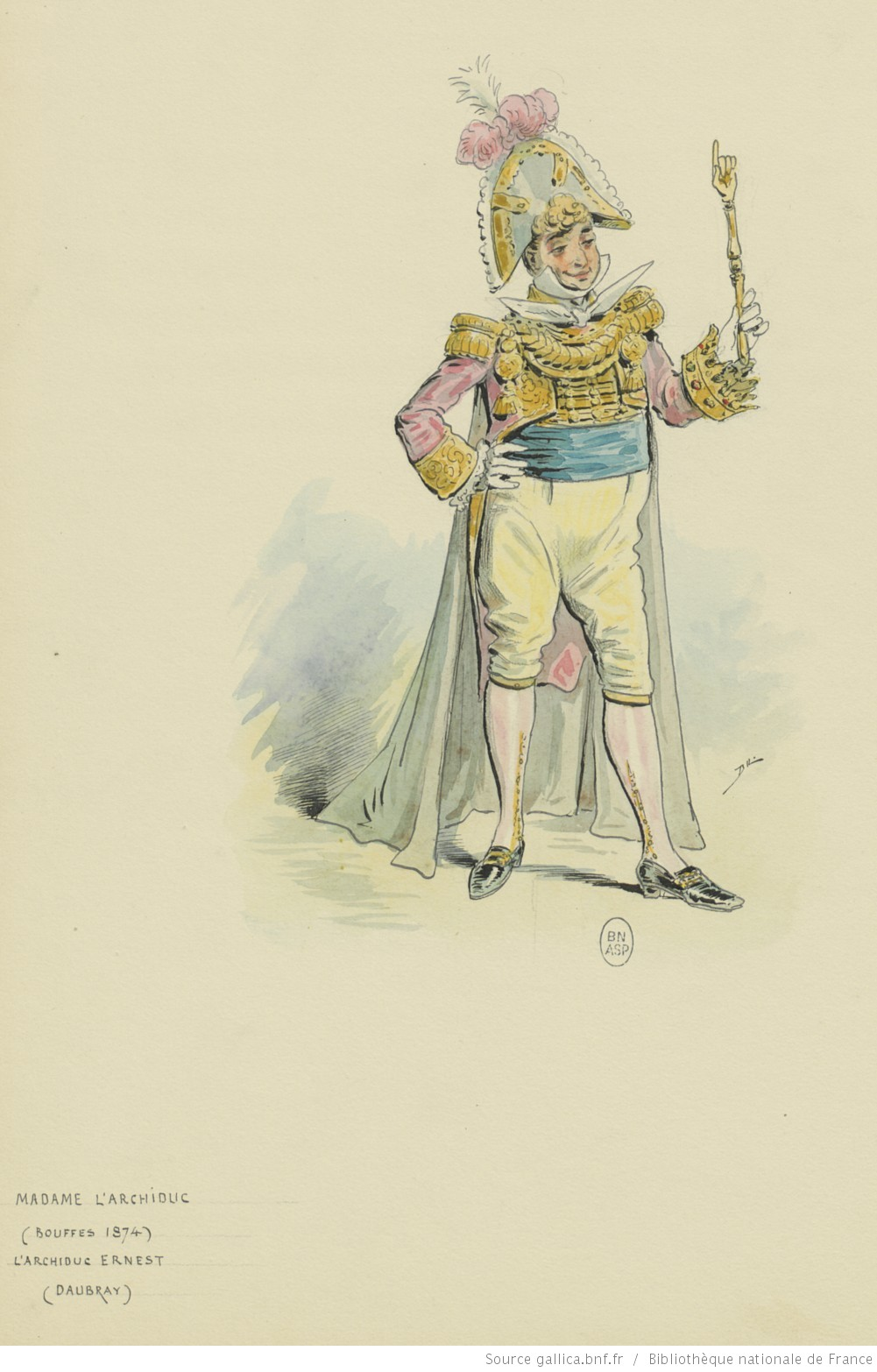
Personaggio dell'Arciduca Ernest
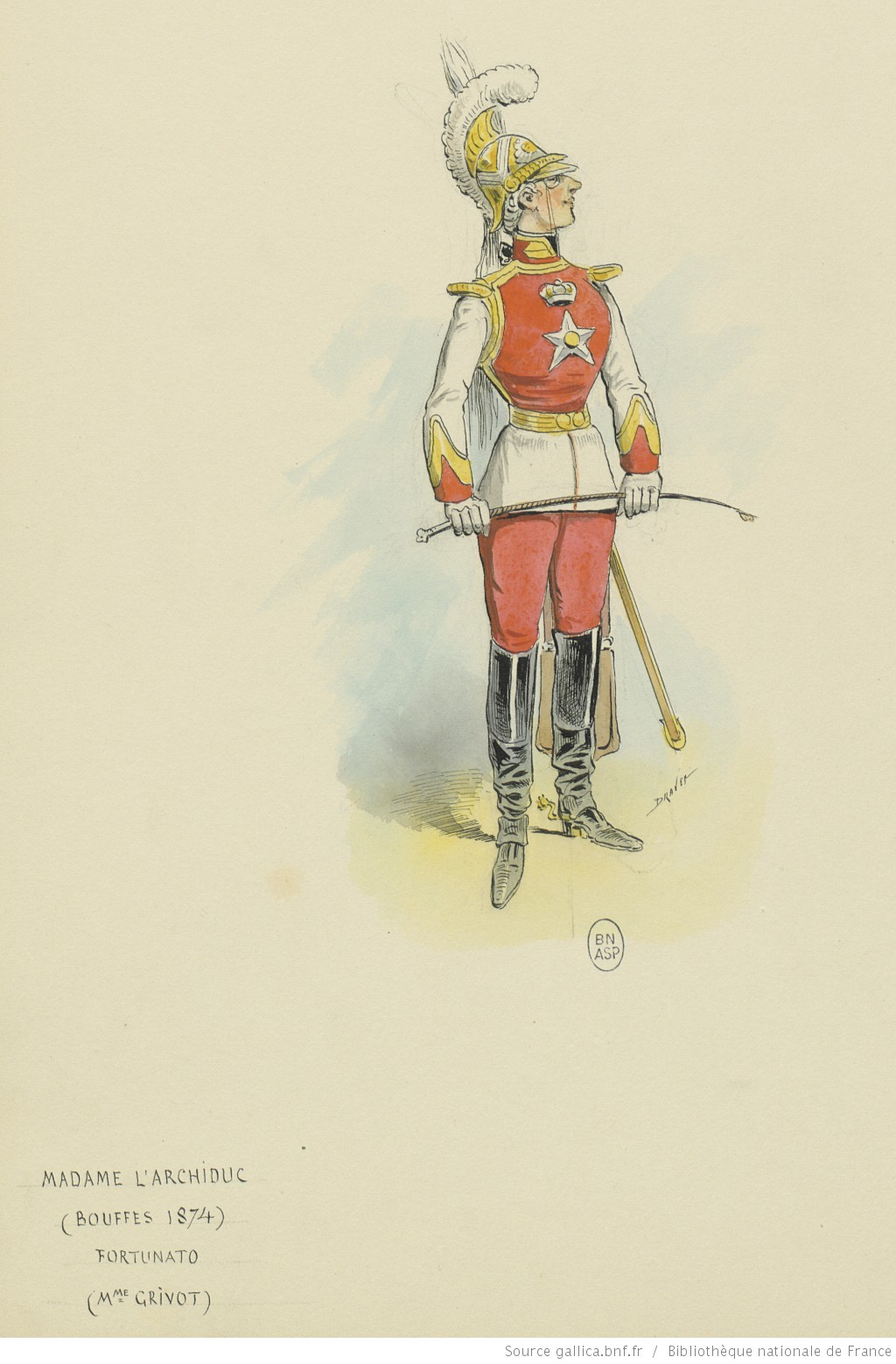
Personaggio di Fortunato
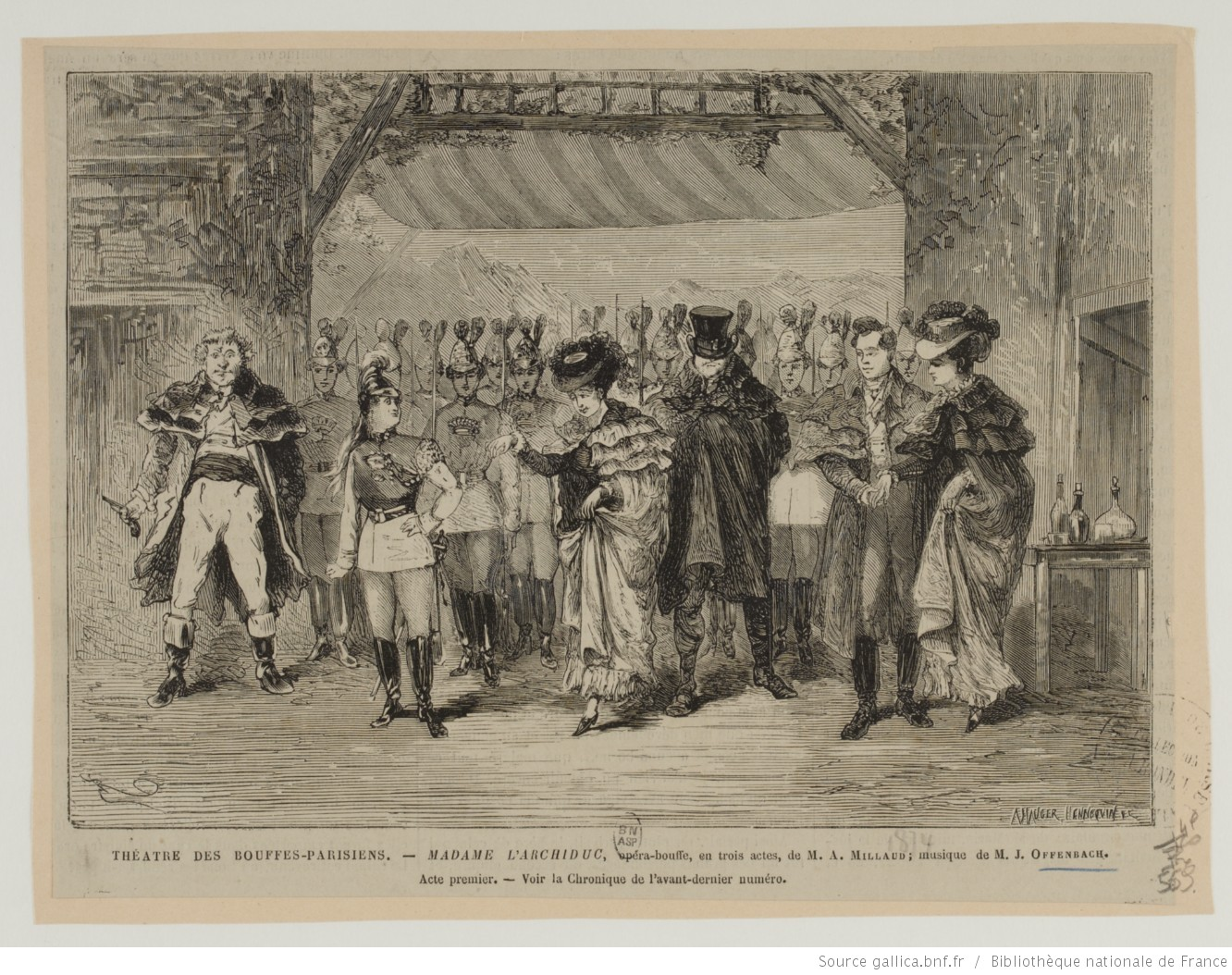
Illustrazione del 1° atto
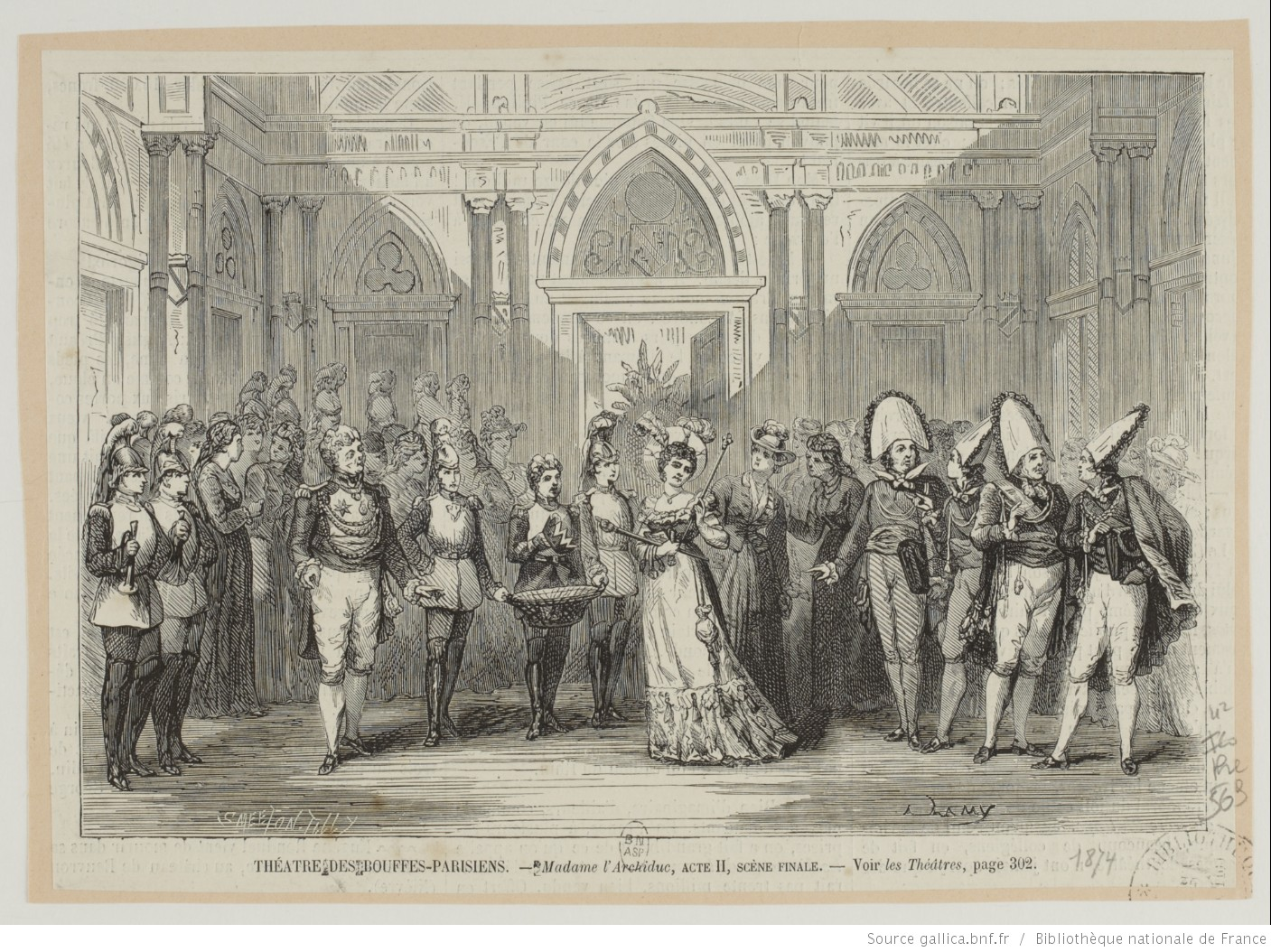
Illustrazione del 2° atto